# Яскраві
«Яскраві» (англ. Bright) — американська стрічка 2017 року режисера Девіда Еєра з Вілл Смітом і Джоелем Едгертоном у головних ролях.

## Сюжет
Лос-Анджелес. Деріл Ворд — патрульний поліцейський, який живе в світі, де поряд з людьми існують феї, ельфи, кентаври та інші дивовижні істоти. Його напарником є одне із таких створінь — перший орк-поліцейський Нік Джакобі. Через свій вибір той вважається зрадником серед собі подібних. Тому буквально кожен день Нік знаходиться під тиском як орків, так і людей. Більше того, коли він під час патрулювання відволікається, то інший орк скоює замах на Ворда, але того рятує бронежилет. При цьому спроба Джакобі наздогнати злочинця закінчується невдачею. Проте Деріл та інші поліцейські з його відділу вважають, що Нік свідомо допоміг своєму кровному "родичу".
Інцидент із замахом отримує продовження, коли до Ворда звертаються люди із служби внутрішніх розслідувань. Вони пропонують Дерілу розговорити свого напарника та добитися того, щоб той зізнався у допомозі нападнику, який стріляв у Ворда. Тепер перед Дерілом постає складний вибір: або він зможе позбутися напарника-орка, чого власне бажає, або він стає "стукачем" і решта колективу буде ставитися до нього з підозрою.
Перебуваючи в складній ситуації, Ворд все ж намагається вивідати у Джакобі всю правду про той випадок з переслідуванням. Тим часом їм надходить виклик. Прибувши на місце, патрульні потрапляють під обстріл. Лише згуртовані дії допомагають Дерілу та Ніку знешкодити стрільця. Потім вони оглядають приміщення, де знаходять не лише обгорілі трупи, а й сліди використання магії. Тому Деріл викликає підмогу, акцентуючи увагу на тому, що десь поруч можуть бути так звані "яскраві" — представники певної раси, яким підвладна магія. Після цього вони виявляють ельфійку, в руках якої є справжня чарівна паличка. Про це доволі скоро стає відомо місцевій банді на чолі з їхнім лідером на призвісько Отрута.
Проте не тільки злочинці бажають скористатися можливостями магічного артефакту. Повернути чарівну паличку прагне група ельфів, які називають себе інферні та за допомогою магії хочуть воскресити Темного володаря. Свої плани стосовно знахідки Деріла та Ніка є також у їхніх колег, які прибули в якості підмоги. Вони тиснуть на Ворда, щоб той розібрався зі своїм напарником. Але насправді вони планують вбити їх обох та заволодіти чарівною паличкою...

## У ролях
| Актор             | Роль        |
| ----------------- | ----------- |
| Вілл Сміт         | Деріл Ворд  |
| Джоел Едгертон    | Нік Джакобі |
| Нумі Рапас        | Лейла       |
| Люсі Фрай         | Тікка       |
| Едгар Рамірес     | Кандомер    |
| Айк Барінгольц    | Поллард     |
| Геппі Андерсон    | Гілдебрандт |
| Дон Олів'єрі      | Шеррі Ворд  |
| Маргарет Чо       | Чінг        |
| Джей Ернандес     | Родрігес    |
| Бред Вільям Генке | Доргу       |

## Створення фільму

### Виробництво
Зйомки фільму проходили в Лос-Анджелесі, Каліфорнія, США.

### Знімальна група
- Кінорежисер — Девід Еєр
- Сценарист — Макс Лендіс
- Кінопродюсери — Девід Еєр, Ерік Н'юмен, Тед Сарандос, Браян Анклес
- Композитор — Дейв Сарді
- Кінооператор — Роман Вас'янов
- Кіномонтаж — Майкл Тронік
- Художник-постановник — Ендрю Мензіз
- Артдиректори — Крістофер Браун, Касра Фарахані, Бредлі Рубін
- Художник-декоратор — Синтія Ля Женесс
- Художник з костюмів — Келлі Джонс
- Підбір акторів — Ліндсі Грем, Мері Верньє[2].

## Сприйняття
Фільм отримав змішані відгуки. На сайті Rotten Tomatoes оцінка стрічки становить 26 % на основі 87 відгуків від критиків (середня оцінка 3,8/10) і 86 % від глядачів із середньою оцінкою 4,2/5 (16 954 голосів). Фільму зарахований «гнилий помідор» від кінокритиків та «попкорн» від глядачів, Internet Movie Database — 6,5/10 (98 446 голосів), Metacritic — 29/100 (26 відгуків від критиків) і 7,3/10 (752 відгуки від глядачів).